# Synagoge Altdorf (Ettenheim)

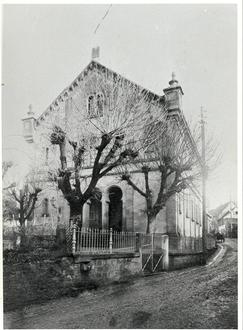
Synagoge Altdorf (vor 1938), Foto beim Landesarchiv Baden-Württemberg

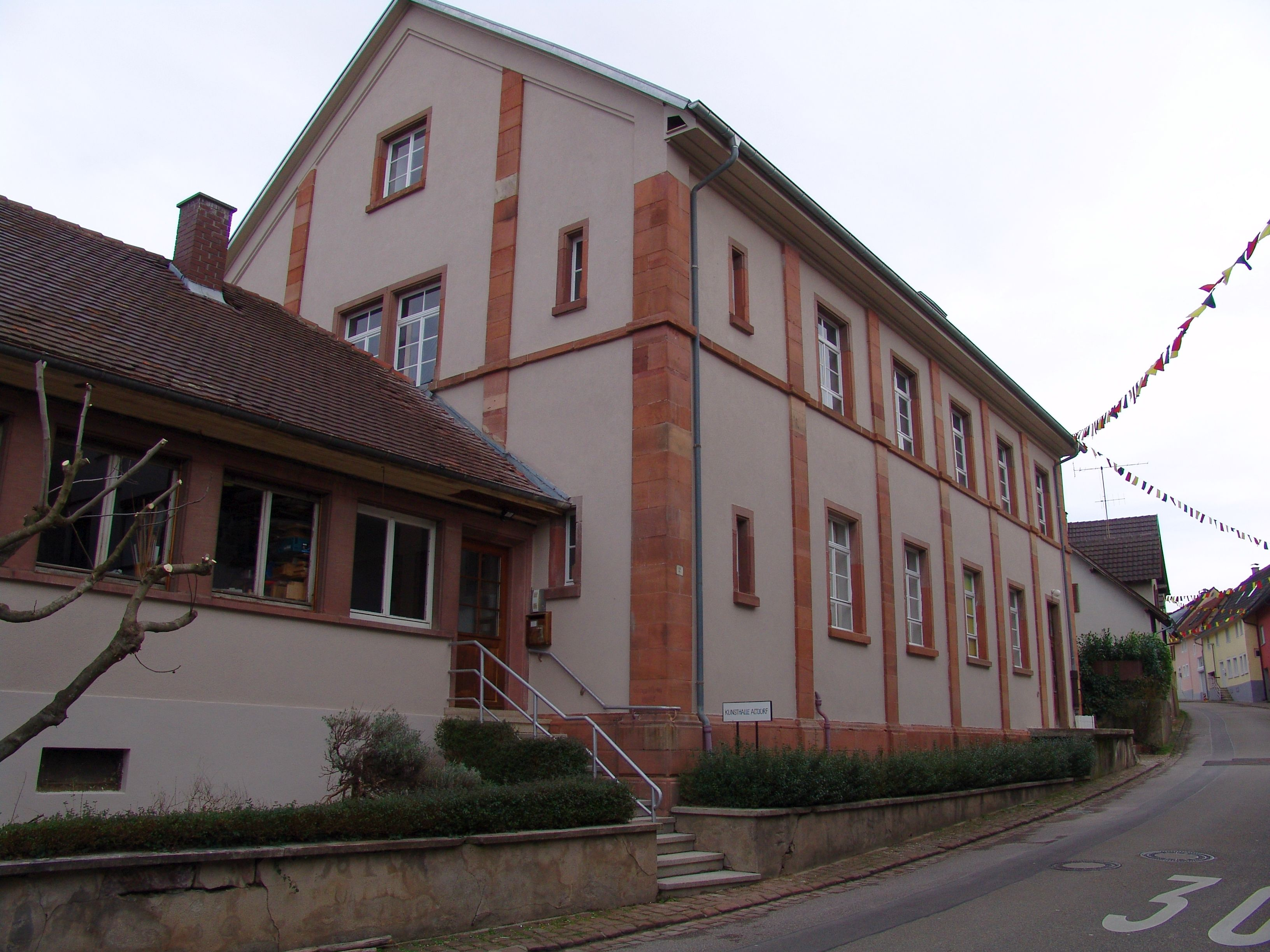
Ehemalige Synagoge Altdorf Vorderseite 2020

Die Synagoge in Altdorf, einem Ortsteil der Stadt Ettenheim im Ortenaukreis in Baden-Württemberg, wurde 1867/68 an der Eugen-Lacroix-Straße 2 (früher Wallburger Straße) errichtet.

## Geschichte und Beschreibung

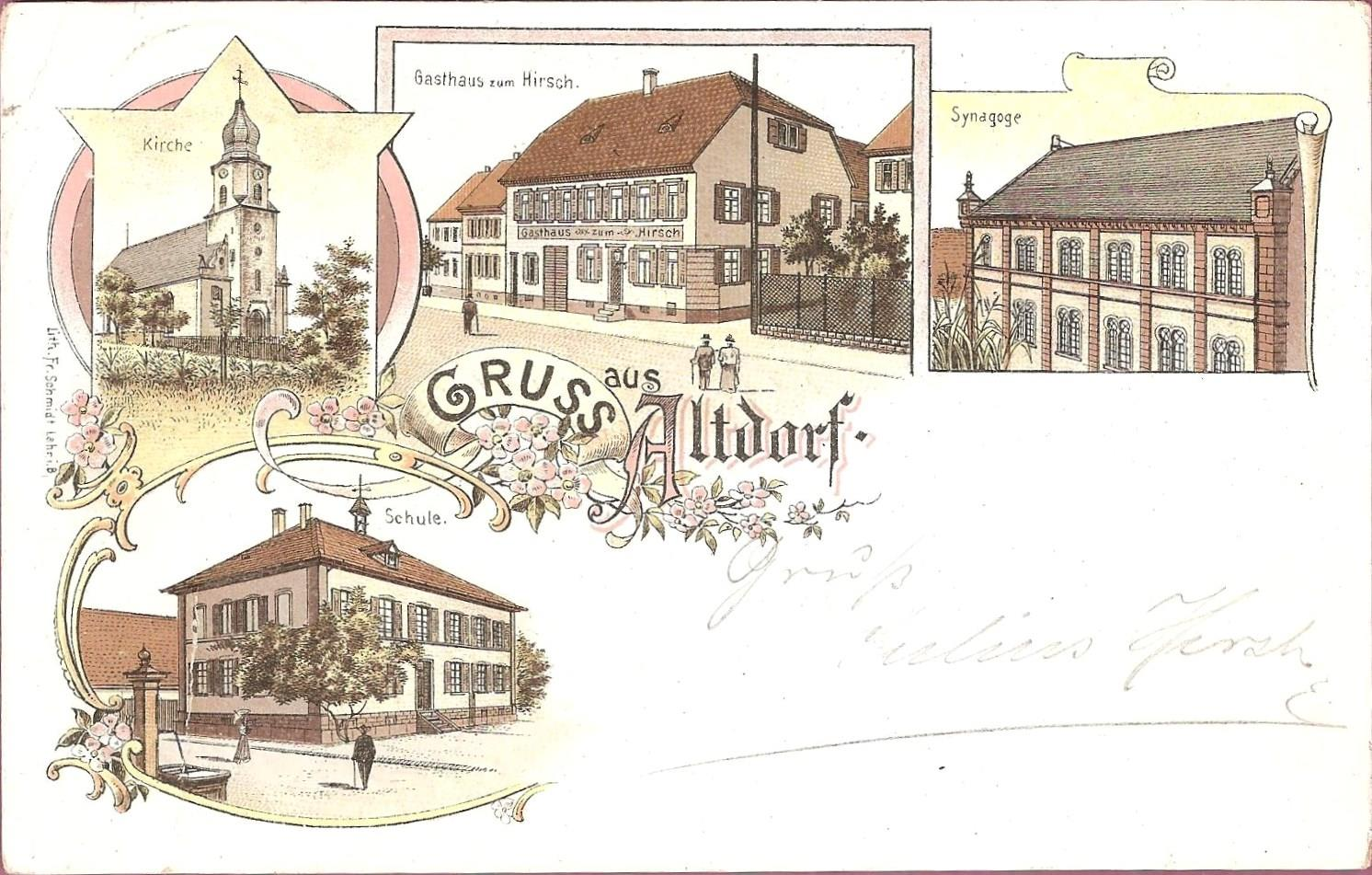
Postkarte mit der Synagoge in Altdorf

Eine erste Synagoge, vermutlich aus dem 18. Jahrhundert, war 1846 in einem baufälligen Zustand. Bereits 1841 hatte die jüdische Gemeinde den Bau einer neuen Synagoge beschlossen und hierfür eine Synagogenbaukasse eingerichtet. Bis zum Bau der Synagoge sollten noch 25 Jahre vergehen. Am 21. Februar 1868 wurde die Synagoge feierlich eingeweiht.
Die Synagoge war 19 Meter lang, 10,20 Meter breit und 13,60 Meter hoch. Sie wurde im orientalisierenden Stil mit einem dreiteiligen Portal und drei großen Hufeisenbögen erbaut. Alle Fenster am Giebel und an den Seiten des Gebäudes zeigten Hufeisenbögen. An den Längsseiten gab es auf jedem Stockwerk jeweils zwei Zwillingsfenster. Auf der Giebelspitze der Eingangsfassade standen die Gebotstafeln. Über dem Eingang waren folgende Inschriften in hebräischer Sprache angebracht:
- שתולים בבית יהוה  בחצרות אלהינו יפריחו׃ „Gepflanzt im Hause des Ewigen sprossen sie auf in den Vorhöfen Gottes“ (Psalm 92,14),
- זה־השער ליהוה  צדיקים יבאו בו׃ „Dies ist das Tor zum Ewigen, Gerechte ziehen durch es hinein“ (Psalm 118,20) und
- מה־ידידות  משכנותיך יהוה צבאות׃ „Wie lieblich sind deine Wohnungen, Ewiger der Heerscharen“ (Psalm 84,2).

### Zeit des Nationalsozialismus
Beim Novemberpogrom 1938 kamen am Mittag des 10. November SA-Männer nach der Demolierung der Synagoge in Ettenheim nach Altdorf. Hier zerstörten sie die Inneneinrichtung der Synagoge, die steinernen Gebotstafeln wurden vom Giebel gestoßen und dadurch zerstört.
Während des Zweiten Weltkriegs wurde das Synagogengebäude als Gefangenenlager genutzt. Am 26. Februar 1941 kaufte die politische Gemeinde das Synagogengrundstück.

### Nach 1945
Nach 1945 wurde die Synagoge von den Alliierten beschlagnahmt und der jüdischen Vermögensverwaltung JRSO übergeben. Am 30. April 1952 wurde das Synagogengebäude wieder an die politische Gemeinde Altdorf verkauft.
1950 wurde das Gebäude an einen Zigarrenfabrikanten vermietet. Im Oktober 1952 begann die Gemeinde Altdorf mit dem Umbau der ehemaligen Synagoge zu einem Fabrikgebäude. Die charakteristischen Fenster verschwanden und wurden durch rechteckige Fenster ersetzt. Der linke und der rechte Eingang wurden zugemauert und der mittlere vergrößert. Die Portalinschriften wurden abgeschlagen. Auf der Höhe der Frauenempore wurde eine Zwischendecke eingezogen. Ab dem 1. März 1953 war das Gebäude an eine chemische Fabrik verpachtet. 1970 verkaufte die Gemeinde Altdorf das Gebäude an einen Gewerbebetrieb.

## Heutige Nutzung
Seit 1998/99 wird die ehemalige Synagoge als Kunsthalle Altdorf genutzt.
Im Jahr 2018 wurde ein Förderverein ehemalige Synagoge heute Kunsthalle Altdorf mit dem Ziel gegründet, das denkmalgeschützte Gebäude zu erhalten.